# 仇秀英
仇秀英（1930年5月3日—2018年5月29日），女，汉族，南京大屠杀幸存者，下关糖烟酒公司、沂北公司退休工人。

## 生平
1930年5月3日，仇秀英出生。四岁时遇上南京大屠杀，其父带着她和其他人逃进地窖，幸免于难，但其母与其兄被日军杀害。1956年进入南京下关糖烟酒公司工作；1969年进入淮阴灌云县沂北公司工作；1979年回原单位工作；1982年退休。2018年5月29日逝世。

## 屠杀与纪念
日军进南京时，仇家一家人逃入地窖。日军进不来，就在地窖口放火，被仇父和其邻居扑灭。某天，仇母和其大儿子出去了一下，但被守在门口的日军枪杀。最后仇家逃到了和记洋行避难，但日军把里面的人全部赶出来，四人一排开始屠杀。仇父带着仇秀英躲在茅屋中，幸免于难。
2014年12月13日是首个南京大屠杀死难者国家公祭日，仇秀英带着平安符，到南京大屠杀遇难同胞纪念馆的纪念壁前，向母亲与哥哥默哀。不时地上柱香，流滴泪，希望着，期盼着永远的和平。